# Reazione da farmaco con eosinofilia e sintomi sistemici
La reazione da farmaco con eosinofilia e sintomi sistemici, più nota con la sigla di DRESS (Drug Reaction with Eosynophilia and Systemic Symptoms), è una reazione avversa da farmaco severa (SCAR - severe cutaneous adverse reaction) caratterizzata da eruzione cutanea, eosinofilia, linfadenopatia e sintomi multisistemici.

## Storia
Il termine è stato coniato nel 1996 per una sindrome già segnalata in letteratura dal 1959.

## Epidemiologia
L'incidenza è di 1 caso ogni 1 000-10 000 abitanti. L'età media d'insorgenza è di 48 anni e come per altre reazioni avverse da farmaco severa si riscontra una certa predilezione per il sesso femminile (rapporto maschi/femmine pari a 0,8).

## Eziologia
I farmaci più frequentemente segnalati in letteratura quali sospetti responsabili di DRESS risultano essere l'allopurinolo e la carbamazepina seguiti da altri principi attivi quali fenobarbital, sulfasalazina, lamotrigina e nevirapina. In concomitanza può verificarsi anche una riattivazione nel paziente del virus erpetico umano 6 e 7 (HHV-6 e HHV-7) nonché dell'Epstein-Barr virus (EBV).
Pazienti che esprimono un certo HLA all'interno di un'etnia sono predisposti a sviluppare questo tipo di reazione in seguito all'assunzione di un determinato farmaco. Ad esempio l'espressione di HLA-B*3101 in alcune popolazioni caucasiche è associata ad una maggiore suscettibilità per DRESS in seguito all'assunzione di carbamazepina.

## Patogenesi
La patogenesi della DRESS non è stata ancora chiarita. Secondo una teoria farmaci costituiti da piccole molecole non immunogene subiscono una degradazione enzimatica che permette il loro legame ad una proteina del soggetto (aptenizzazione) rendendo il complesso immunogeno e determinando una reazione da ipersensibilità di tipo IV mediata da linfociti T. In alternativa il farmaco può legarsi direttamente al complesso maggiore di istocompatibilità (MHC) o ad una proteina ad esso associata, modificandolo e scatenando una risposta da parte dei linfociti T all'atto della presentazione da parte delle APC.
Si è anche ipotizzata un'eziologia fondata sulla riattivazione virale, in particolari in pazienti immunodepressi. I virus più comunemente implicati sono EBV e HHV-6 nella fase iniziale e HHV-7 nella tardiva. La carica virale sembra essere correlata con l'entità delle manifestazioni cutanee.

## Istopatologia
L'epidermide mostra spongiosi e vacuolizzazione dei cheratinociti dello strato basale. Il derma presenta un infiltrato superficiale linfocitario perivascolare e significativa presenza di eosinofili.

## Clinica
All'assunzione del farmaco scatenante segue un periodo di latenza di 2-6 settimane. La fase prodromica è caratterizzata da sintomi aspecifici quali astenia, malessere, spossatezza e talvolta febbre pertanto può essere facilmente scambiata per un'infezione virale. Segue la comparsa dell'esantema la cui variante più comune è quella papulare orticarioide costituita da papule intensamente eritematose, confluenti, su base edematosa estesa frequentemente ad oltre metà della superficie cutanea. In alternativa può comparire un esantema morbilliforme costituito da maculo-papule rosa o rosse diffuse, un eritema esfoliativo generalizzato (eritrodermia) oppure una forma simil eritema multiforme costituita da lesioni eritematose a bersaglio, talvolta purpuriche non confinate alle regioni acrali; quest'ultima forma è quella maggiormente associata a coinvolgimento multisistemico, in particolare del fegato. È spesso presente edema al volto e al collo, maggiormente visibile alle orecchie. Le manifestazioni cutanee sono accompagnate da febbre e linfadenopatia, presente nel 75% dei pazienti e in almeno due siti. Le alterazioni ematologiche più comuni sono eosinofilia e linfocitosi (con frequente presenza di linfociti atipici) ma si possono verificare anche leucopenia, linfopenia e pancitopenia. Nel 70-95% dei casi vi è coinvolgimento sistemico a carico del fegato con sviluppo di epatiti da lievi a fulminanti, in particolare quando i farmaci scatenanti sono dapsone, fenitoina e minociclina. Il coinvolgimento del rene è comune con l'allopurinolo e poco comune in caso di altri farmaci; i pazienti mostrano proteinuria, ematuria e leucocituria (eosinofili). Nei pazienti che presentano tachicardia, ipotensione, dolore toracico retrosternale non ischemico, dispnea, versamenti pericardici o pleurici devono essere escluse pericardite e miocardite; benché disfunzioni cardiache severe siano rare è stato descritto lo sviluppo di miocardite eosinofila necrotizzante che presenta una mortalità attorno al 50%. Il coinvolgimento polmonare, raro, si verifica sotto forma di pleurite, in tal caso il paziente ha tosse, dispnea, dolore toracico e mostra versamento pleurico all'RX. Quando la patologia coinvolge il sistema gastrointestinale si verifica diarrea, che può essere emorragica. A livello endocrino si possono presentare ipotiroidismo o ipertiroidismo e pancreatite. Può essere colpito anche il sistema nervoso centrale con cefalea e convulsioni. I sintomi possono persistere o subire addirittura un peggioramento anche dopo la sospensione del farmaco.
Il tasso di mortalità è di circa il 10% ed è correlata al grado di coinvolgimento epatico

## Diagnosi
Un'attenta anamnesi focalizzata sui farmaci assunti dal paziente nelle settimane precedenti l'esantema è fondamentale. Tutti i pazienti devono essere sottoposti a esami ematici volti ad indagare la funzionalità dei sistemi che possono essere colpiti dalla patologia: sangue periferico (emocromo completo con formula + striscio per rilevare linfociti atipici), fegato (funzionalità epatica, LDH, ferritina, PT/PTT, marker HBV, HCV, EBV, CMV), rene (creatinina, urea, calcio, esame delle urine), cuore (ECG, troponine), polmone (RX torace), endocrino (glicemia, TSH, T3/T4), gastrointestinale (amilasi), ANA, C3/C4. Possono seguire ulteriori esami di laboratorio e strumentali nel caso di alterazioni a carico di uno o più sistemi, ad esempio un ecocardiogramma nel caso di coinvolgimento cardiaco o un'ecografia addominale se si sospetta coinvolgimento del rene.

## Terapia
Il farmaco scatenante va identificato e sospeso. 
Nelle forme lievi, caratterizzate da modesto coinvolgimento cutaneo, possono essere trattate con corticosteroidi topici ad elevata attività ma nella maggior parte dei casi è necessario associare prednisone a scalare per 1-3 mesi o in alternativa metilprednisolone con o senza associazione con terapia antistaminica. Se la terapia corticosteroidea sistemica fallisce è possibile optare, in pazienti selezionati, per la ciclosporina. Non sono ancora stati effettuati, però, studi clinici che confermino l'efficacia di tale trattamento.